# Municipio Tuzantán
Koordinaten: 15° 9′ N, 92° 25′ W
Tuzantán ist ein Municipio im Süden des mexikanischen Bundesstaats Chiapas. Das Municipio hat gut 28.000 Einwohner und ist 174,9 km² groß. Verwaltungssitz und größter Ort des Municipios ist das gleichnamige Tuzantán. 
Der Name Tuzantán kommt aus dem Nahuatl und bedeutet „Wo es sehr viele Taschenratten gibt“.

## Geographie
Das Municipio Tuzantán liegt im Süden des mexikanischen Bundesstaats Chiapas in der Region Soconusco auf Höhen unter 1400 m. Es zählt zur Gänze zur physiographischen Provinz der Cordillera Centroamericana und liegt vollständig in der hydrologischen Region Costa de Chiapas. Die Geologie des Municipios wird zu 63 % von Granit bestimmt bei 26 % Alluvionen und 6 % Andesit; vorherrschende Bodentypen sind der Luvisol (52 %), Cambisol (27 %) und Acrisol (15 %). Etwa 70 % der Gemeindefläche werden ackerbaulich genutzt, 29 % dienen als Weideland.
Das Municipio Tuzantán grenzt an die Gemeinden Motozintla, Tapachula, Huehuetán und Huixtla.

## Bevölkerung
Beim Zensus 2010 wurden im Municipio 28.137 Menschen in 6.476 Wohneinheiten gezählt. Davon wurden 127 Personen als Sprecher einer indigenen Sprache registriert, darunter 38 Sprecher des Mam und 36 Sprecher des Tzotzil. 15,5 Prozent der Bevölkerung waren Analphabeten. 9.597 Einwohner wurden als Erwerbspersonen registriert, wovon knapp 79 % Männer bzw. 1,5 % arbeitslos waren. 40 % der Bevölkerung lebten in extremer Armut.

## Orte
Das Municipio Tuzantán umfasst 121 bewohnte localidades, von denen der Hauptort sowie Xochiltepec vom INEGI als urban klassifiziert sind. Fünf Orte wiesen beim Zensus 2010 eine Einwohnerzahl von über 1000 auf, 70 Orte hatten weniger als 100 Einwohner. Die größten Orte sind:
| Ort                | Einwohner |
| Tuzantán           | 2863      |
| Xochiltepec        | 2563      |
| Primer Cantón      | 1477      |
| Estación Tuzantán  | 1225      |
| Villa Hidalgo      | 1089      |
| Segundo Cantón     | 0952      |
| El Tarral          | 0943      |
| Cuarto Cantón      | 0911      |
| Nueva Tenochtitlán | 0900      |